# Alchemilla calvipes
Alchemilla calvipes é uma espécie de rosácea do gênero Alchemilla, pertencente à família Rosaceae.